# 1997年ナミビア空中衝突事故
1997年ナミビア空中衝突事故（1997ねんナミビアくうちゅうしょうとつじこ、英：1997 Namibia mid-air collision、独：Flugzeugkollision vor Namibia 1997）は、1997年9月13日にナミビア共和国ウィンドフック・ホセア・クタコ国際空港からイギリス領アセンション島ジョージタウン＝ワイドアウェイク基地へ向かって北西方向に飛行していたアメリカ空軍ロッキード C-141Bと、ニジェール共和国ディオリ・アマニ国際空港からナミビア共和国ウィンドフック・ホセア・クタコ国際空港へ向かって南東方向へ飛行していたドイツ空軍ツポレフ Tu-154Mがナミビア共和国沖より西へ65海里 (120km) 地点の大西洋上で空中衝突、両機の乗員乗客33人全員が死亡した事故である。
事故機は両機とも空中衝突防止装置 (TCAS) を装備しておらず、ドイツ空軍機に至ってはナミビアの航空管制と交信を行っておらず、管制官はアメリカ空軍機と衝突する可能性のあるドイツ空軍機の存在に気が付いていなかった。また、ドイツ空軍機は半円形ルール (semicircular rule) に違反した高度を飛行していた。
その後のアメリカ空軍の調査で、事故の原因はドイツ空軍機のパイロットエラーであると結論付けられた。

## 事故機
事故機の機体記号65-9405のアメリカ空軍ロッキード C-141B スターリフターはニュージャージー州マクガイア空軍基地の第305航空機動部隊所属で、事故当時はナミビア共和国へ国際連合の地雷撤去チームを派遣していた。コールサインREACH 4201（以下4201便）の事故当該便はピーター・ヴァレーホ（34歳）の指揮下にあり、ジェイソン・ラムジー（27歳）とグレゴリー・M・シンドリッチ（31歳）が操縦を担当していた。また、その他航空機関士2人やロードマスター2人など6人が搭乗していた。
機体記号11+02のドイツ空軍ツポレフ Tu-154Mは国家人民軍航空軍（東ドイツ空軍）から引き継がれた機体で、以前はオープンスカイズ条約の下で検証目的で使用されており胴体にはカメラとセンサーが装備されていた。コールサインGAF 074（以下074便）の事故当該便は南アフリカ海軍75周年を祝うレガッタに出場するため、途中ニジェール共和国ニアメとナミビア共和国ウィンドフックに燃料補給のため着陸しながら、ドイツ連邦共和国ケルンから南アフリカ共和国ケープタウンまで12人のドイツ海兵隊員とその配偶者2人の14人を輸送していた。操縦を担当していたのは経験豊富なラルフ・ラインホルド（元・国家人民軍航空軍司令官ヴォルフガング・ラインホルト大将の息子）とクラウス・エールリッヒマンであった。

## 事故

### 飛行計画
ドイツ空軍074便は1997年9月13日にケルン・ボン空港を離陸し、燃料補給のためにディオリ・アマニ国際空港に着陸した。ディオリ・アマニ国際空港で燃料補給を行っている間に、乗員はウィンドフック・ホセア・クタコ国際空港まで35,000フィートの巡航高度を要求する飛行計画を提出した。協定世界時10時35分、074便はディオリ・アマニ国際空港を離陸し南へ飛行を開始し、ガボン共和国管制空域を飛行中に僅かな経路変更指示を受けた。074便はアフリカ大陸西部を通過し高度を変え、進路を南東に変更した。
アメリカ空軍4201便は協定世界時14時11分にウィンドフック・ホセア・クタコ国際空港を離陸し、提出された飛行計画によるとジョージタウン＝ワイドアウェイク基地へ向かって巡航高度35,000フィートで北西方向に飛行していた。4201便離陸時の天候は良好で有視界気象状態であった。

### 航空管制
1996年、国際航空パイロット協会 (IFAPA) は、安全性の懸念と不十分な航空交通管制のためアフリカの空域の75％を「重大な欠陥」と分類した。同年、南アフリカの航空会社のパイロットはアフリカ大陸上を飛行中に70回以上のニアミスを報告していた。
4201便は離陸後にナミビア航空管制の管轄下に置かれた。ナミビアの管制官は074便から飛行計画または出発信号を受信しておらず、074便が飛行情報区に進入してきたことを認識していなかった。最後に074便と交信したのはガーナ共和国アクラの管制官であった。また、アンゴラ共和国ルアンダの管制官はナミビアの管制官に連絡せず、国際民間航空機関規則で要求されている航空機の存在の通知を行わなかった。074便は管制官の知らないうちに高度を変更していた。航空管制官間の情報交換を促進するシステムである国際航空固定通信網は当時機能していなかった。ウィンドフックの航空管制センターは4201便から高周波無線を介して、最後の交信となる現在35,000フィートを飛行中であるとの交信を受けた。

### 空中衝突
協定世界時15時10分、ナミビア沖より西へ65海里 (120km) 地点の大西洋上で074便と4201便が空中衝突した。074便は4201便の胴体下部に衝突し、爆発を引き起こした。この爆発はアメリカ合衆国の監視衛星が明るい閃光として観測している。074便のコックピットボイスレコーダーの記録によると、少なくとも1人の乗員が4201便に気付き回避しようと試みていたことが分かった。また、4201便のコックピットボイスレコーダーには衝突後に乗員の1人が「酸素マスク、装着して、装着してください。懐中電灯を素早く装着してください。」(oxygen mask, get them on, get them on. Get the flashlights quick.) と言っているのが記録されていた。また、付近を飛行していたフランス空軍の航空機がメーデーの遭難信号を1回受信したと報告している。両機は大西洋に墜落し、両機の乗員乗客33人全員が死亡した。

## 捜索
アセンション島の航空管制当局は4201便が到着予定時刻になっても現れなかったため、ナミビアの航空当局に連絡しようと50回試みた。翌14日の協定世界時10時55分にアセンション島航空管制当局はアメリカ空軍航空機動軍団に4201便が行方不明であることを連絡した。5分後の協定世界時11時丁度に4201便は行方不明と宣言された。アメリカ、フランス、イギリス、ドイツ、その他いくつかのアフリカ諸国による国際的な捜索活動が行われ、行方不明機の残骸を求めてナミビア沖の海を捜索し始めた。捜索活動中、おおよその墜落地点と推定された海域付近を飛行していたフランスの航空機が、航空機の緊急ビーコンの1つからかすかな信号を受信した。南アフリカ空軍は、ライフジャケットの緊急ビーコンから信号を受信したと述べ、生存者を見つける希望を高めた。また、074便が行方不明になった時刻と場所が4201便の行方不明になった時刻と場所とほぼ一致していたため、この2機が空中衝突したというシナリオが起きた可能性が一番高いとされた。最初の残骸は、9月16日に捜索船によって発見された。墜落から6日後の9月19日、当局は43歳のドイツ人客室乗務員サスキア・ノイマイヤーの遺体を発見したと発表した。
1997年12月までに、両機の残骸はほとんど発見されていなかった。12月13日、漁船が655mの深さから数着の衣類を発見した。同月、4201便のピーター・ヴァレーホとジェイソン・ラムジーの遺体が他の身元不明の骨格遺体と共にダイバーにより発見された。2人の遺体は1998年4月2日にアーリントン国立墓地に埋葬された。

## 調査

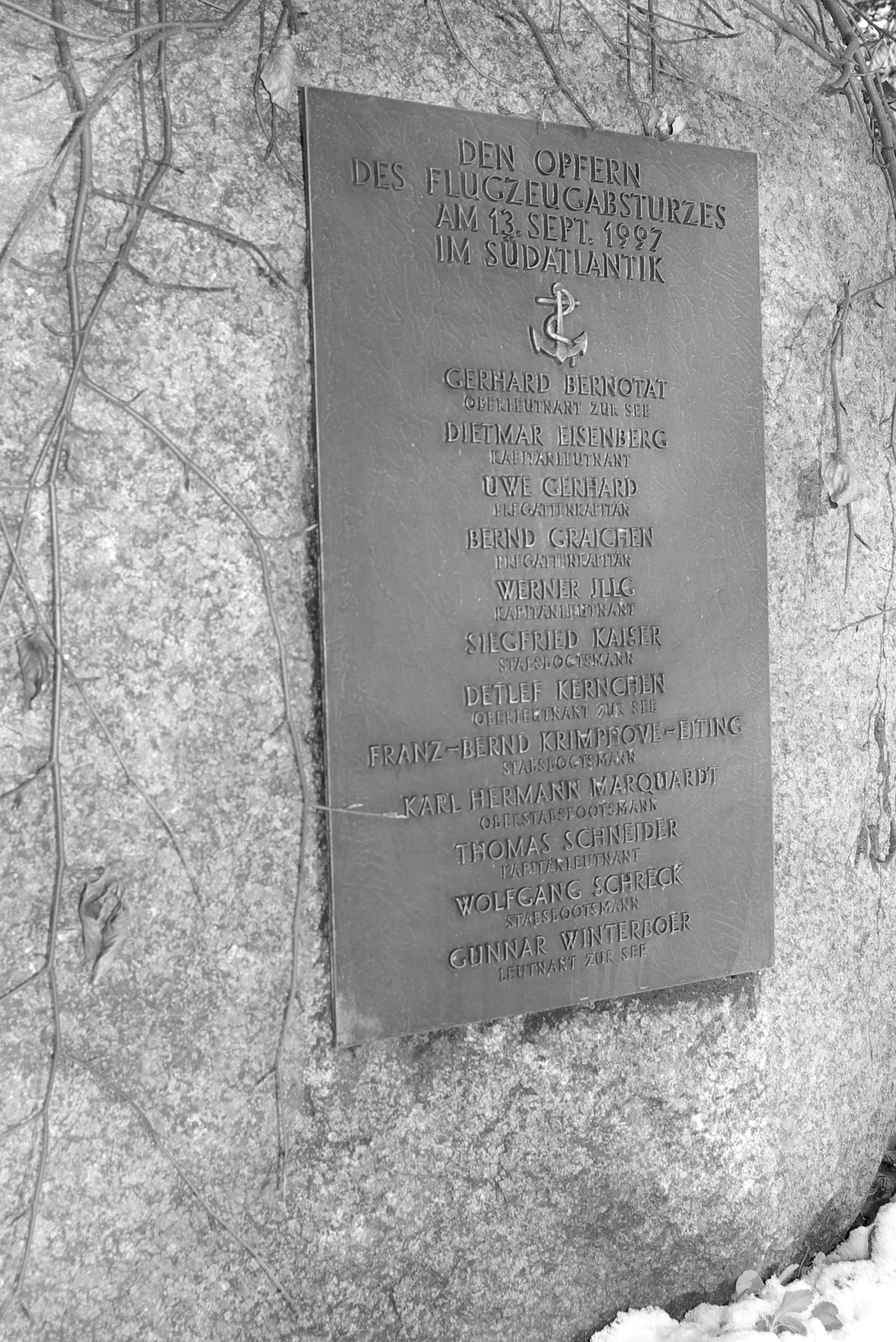
ドイツ空軍Tu-154Mの乗客への慰霊碑

1997年、アメリカ空軍は事故調査の長にウィリアム・H・C・シェル・ジュニア大佐を任命した。事故報告書では主に074便の乗員が非難された。074便の乗員は南東方向に向かう航空機は29,000、33,000、37,000または41,000フィートのいずれかの高度で飛行することを定めた半円形ルールに違反して35,000フィートで巡航していた。
更に事故報告書では、事故の原因としてアフリカの航空管制システムの体系的な問題を挙げ、074便の飛行計画が適切なチャンネルを通過できなかった欠陥のある通信機器と、ナミビア管制へ074便の通過報告を怠ったルアンダ管制の過失を非難した。もう1つの実質的な要因として挙げられたのは国際航空固定通信網の複雑で散発的な運用であった。
報告書では、4201便か074便のどちらか一方にでもTCASが装備されていたならば空中衝突を回避できた可能性が高いと述べられている。報告書の発表の前日、第20代アメリカ合衆国国防長官ウィリアム・コーエンは、軍の航空機にTCASの設置を開始すると発表した。また、ドイツ連邦国防省は自国の航空機にTCASを搭載するようにかなりの圧力をかけた。このため、事故後に少数の航空機にTCASの搭載が始まっていった。